# Sidney Spencer
Sidney Spencer (ur. 7 marca 1985 w Hoover) – amerykańska koszykarka grająca na pozycji rzucającego obrońcy.
W sezonie 2009/2010 zawodniczka polskiego klubu Tauron Basket Ligi Kobiet – KSSSE AZS PWSZ Gorzów Wielkopolski